# Esparragosa de Lares
Esparragosa de Lares és un municipi de la província de Badajoz, a la comunitat autònoma d'Extremadura.